# Rabah Bitat
Rabah Bitat (Aïn Kerma, 19 de dezembro de 1925 - Paris, 10 de abril de 2000) foi um político argelino.

## Biografia

### Carreira
Bitat atuou como presidente da Assembleia Nacional Popular de abril de 1977 a outubro de 1990 e foi presidente interino da Argélia de 27 de dezembro de 1978 a 9 de fevereiro de 1979. Bitat primeiramente apoiou, depois se opôs a Ahmed Ben Bella. Ocupou a pasta de transporte sob Houari Boumediene antes de se tornar o primeiro presidente da ANP (pela Constituição de 1976). Bitat tornou-se presidente interino depois da morte de Boumédienne em dezembro de 1978 e foi substituído por Chadli Bendjedid. Ele era da Frente de Libertação Nacional.

### Morte
Bitat faleceu em Paris em 10 de abril de 2000. Ele deixou sua esposa Zohra Drif, membro do Conselho da Nação.